# خولة سليماني
خولة سليماني من مواليد 30 يناير 1985 في تونس، ممثلة .

## أعمالها

### المسلسلات
- 2014 : مدرسة المسرحية الهزلية سكول (الموسم 1) لزياد ليتيم ومالك بلحاج وسليم بن إسماعيل على قناة حنبعل بدور لوليتا.
- 2016 : المسلسل التلفزيوني ازدحام المرور (ميني سيت كوم) لوليد الطايع وأنيس بن دالي وحاتم بلحاج (ضيفة شرف).
- 2016 : الكاستينغ لعمر الشريف وحمدي بن أحمد وحسام حمد وفتحي بوسهيلة وفادي إدريس.
- 2016-2017 : المسلسل التلفزيوني أولاد مفيدة (الموسم 2 و3) لسامي الفهري وسوسن الجمني والصادق حلواس بدور منال.[2]
- 2018 : المسلسل التلفزيوني دنيا أخرى (الموسم 3) لقيس شقير وسوسن الجمني وبلال الميساوي.
- 2020: قلب الذيب للمخرج بسام الحمراوي وعاهد كرماوي بدور جنينة.

### البرامج التلفزية
- 2014 : الإنجليزي لمروى الزنايدي وطارق بعلوش ورانيا القابسي : ضيفة.

كما شاركت في تنشيط البرنامج الكوميدي أمور جدية مع علاء الشابي ومجموعة من المنشطين الآخرين.

## مقالات ذات صلة
- قناة الحوار التونسي
- مسلسل أولاد مفيدة

## وصلات خارجية
خولة سليماني على موقع IMDb (الإنجليزية)
- خولة سليماني على موقع قاعدة بيانات الأفلام العربية